# Нет (приток Рюпеля)
Нет или Не́те (нидерл. Nete, фр. Nèthe) — река в Бельгии. Правый приток реки Рюпел.
Длина — 76 км, река протекает по территории провинции Антверпен. Образуется при слиянии Клейн-Нет и Гроте-Нет, при слиянии с рекой Диль в Рюмсте образует реку Рюпел.

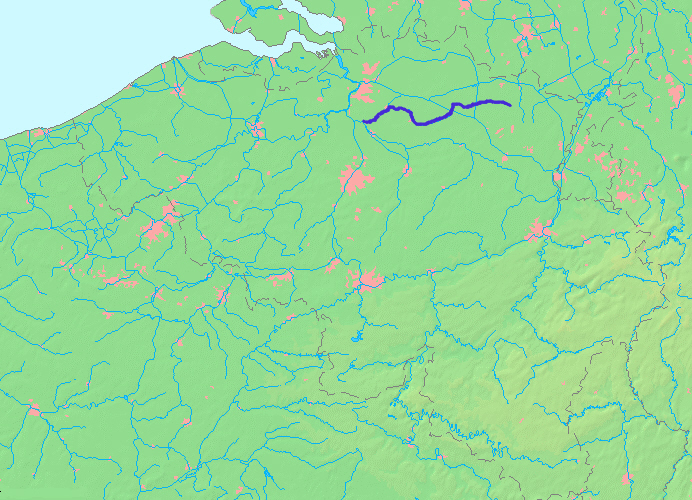